# Ocybadistes walkeri
Ocybadistes walkeri es un tipo de lepidóptero de la familia Hesperiidae que se encuentran en el este y el sur de Australia, con una subespecie que se encuentran en el Territorio del Norte.
Las larvas se alimentan de Dianella, Brachypodium distachyon, Cenchrus clandestinus, Cynodon dactylon, Erharta erecta, Panicum maximum y Thuarea involuta.

## Subespecies
- Ocybadistes walkeri hypochlora (Sur de Australia)
- Ocybadistes walkeri olivia (Northern Territory, Western Australia)
- Ocybadistes walkeri sothis (Australian Capital Territory, New South Wales, Queensland, South Australia, Tasmania, Victoria)